# Рожичнянська сільська рада (Оратівський район)
| Рожичнянська сільська рада — колишній орган місцевого самоврядування у Оратівському районі Вінницької області з адміністративним центром у с. Рожична. Сільській раді були підпорядковані населені пункти: - с. Рожична - с. Оратівка |

## Склад ради
Рада складалась з 14 депутатів та голови.

## Керівний склад сільської ради
| ПІБ                       | Основні відомості                                                                | Дата обрання | Дата звільнення |
| ------------------------- | -------------------------------------------------------------------------------- | ------------ | --------------- |
| Мельничук Надія Дмитрівна | Сільський голова, 1971 року народження, освіта, член Української Народної Партії | 26.03.2006   | 31.03.2008      |
| Багінська Надія Борисівна | Сільський голова, 1972 року народження, освіта, позапартійна                     | 30.11.2008   | 31.10.2010      |
| Багінська Надія Борисівна | Сільський голова, 1972 року народження, освіта середня спеціальна, позапартійна  | 31.10.2010   |                 |

Примітка: таблиця складена за даними джерела